# 헤타레들이여
〈헤타레들이여〉(ヘタレたちよ 헤타레타치요[*])는 일본의 걸 그룹 STU48의 일곱 번째 싱글이다. 타이틀 곡의 센터 포지션은 타키노 유미코가 맡았다.